# Reino Kuuskoski
Reino Iisakki Kuuskoski, född 18 januari 1907 i Loimaa, död 27 januari 1965 i Helsingfors, var en finländsk jurist samt partilös justitieminister och statsminister.
Han var riksdagens justitieombudsman 1946–1947, ledamot (förvaltningsråd) av Högsta förvaltningsdomstolen 1947–1955, medlem av Folkpensionsanstaltens styrelse 1955-1958 och president i Högsta förvaltningsdomstolen 1958–1965.
Han var justitieminister 1953–1954 och Finlands statsminister i en expeditionsministär april–augusti 1958. Statsrådet innehöll under Kuuskoskis ledning, förutom partipolitiskt obundna ministrar, även företrädare från oppositionsfalangen inom socialdemokraterna samt en företrädare för Finska folkpartiet.